# Yield (album)
Pour les articles homonymes, voir Yield.
Albums de Pearl Jam
No Code
(1996) Binaural
(2000)
Singles
1. Given to Fly
Sortie : 22 décembre 1997
2. Wishlist
Sortie : 5 mai 1998

Yield est le cinquième album du groupe de grunge / rock alternatif originaire de Seattle, Pearl Jam. Il est sorti le 3 février 1998 sur le label Epic Records et a été produit par le groupe et Brendan O'Brien.

## Historique
Cet album fut enregistré entre février et septembre 1997 dans les studio X (anciennement Studio Bad Animals) et Studio Litho (dont le propriétaire est Stone Gossard) de Seattle ainsi qu'à Atlanta dans les studios Southern Track Recordings et Doppler. Cet album met fin, pour plusieurs années, à la collaboration du groupe avec le producteur Brendan O'Brien (il avait produit les trois précédents albums). Il reviendra produire les albums du groupe à partir de Backspacer en 2009.
Yield marque une nouvelle étape dans l’évolution du groupe. Sur l'album figurent notablement Given to Fly (souvent instrumentalement comparée à Going to California de Led Zeppelin), Do the Evolution, MFC ou Brain of J.. Fin 1998 sortent presque simultanément une video, Single Video Theory, qui montre les répétitions de l'album Yield, ainsi que le premier live officiel du groupe, Live on Two Legs, au design très sobre, qui reproduit fidèlement l’ambiance des concerts. 
Jack Irons quitte le groupe pendant la tournée de promotion, plus précisément à la fin de la tournée australienne en mars 1998. Il ne se sentait, à l'époque, plus assez en forme physique pour jouer quatre ou cinq soirs par semaine devant plusieurs milliers de personnes. 
Courant 1999, le groupe participe à un tribute pour le Kosovo, No Boundaries, et figure sur deux titres Last Kiss et Soldier of Love, deux reprises enregistrées à l’origine pour leur fan club en 1998.
Cet album entrera directement à la deuxième place des charts américains et canadiens. Il atteindra la première place en Australie, Nouvelle-Zélande et Norvège. En France , il se classa à la sixième place des meilleures ventes de disque.

## Liste des titres
| No  | Titre                | Auteur                      | Durée |
| --- | -------------------- | --------------------------- | ----- |
| 1.  | Brain of J.          | Eddie Vedder, Mike McCready | 2:59  |
| 2.  | Faithfull            | Vedder, McCready            | 4:18  |
| 3.  | No Way               | Stone Gossard               | 4:19  |
| 4.  | Given to Fly         | Vedder, McCready            | 4:01  |
| 5.  | Whishlist            | Vedder                      | 3:26  |
| 6.  | Pilate               | Jeff Ament                  | 3:00  |
| 7.  | Do the Evolution     | Vedder, Gossard             | 3:54  |
| 8.  | ●                    | Jack Irons                  | 1:06  |
| 9.  | MFC                  | Vedder                      | 2:27  |
| 10. | Low Light            | Ament                       | 3:46  |
| 11. | In Hiding            | Vedder, Gossard             | 5:00  |
| 12. | Push Me, Pull Me     | Vedder, Ament               | 2:28  |
| 13. | All Those Yesterdays | Gossard                     | 7:47  |

## Personnel
Musiciens
- Jeff Ament - basse
- Jack Irons - batterie
- Eddie Vedder - chant, guitare rythmique
- Mike McCready - guitare lead
- Stone Gossard - guitare rythmique, guitare solo sur Do the Evolution, chœurs

Production
- Mixage - Brendan O'Brien, Nick Didia
- Producteur - Brendan O'Brien, Pearl Jam
- Enregistré par - Nick Didia
- Enregistré par (assistant) - Matt Bayles
- Ingénieurs du son - Matt Bayles (Studio Litho), Ryan Williams (Southern Tracks), Sam Hofstedt (Studio X)
- Mastering - Rodney Mills
- Layout - Barry Ament, George Estrada & Coby Schultz

## Charts et certifications

### Album
Charts
| Pays                         | Durée du classement | Meilleur classement | Date              |
| ---------------------------- | ------------------- | ------------------- | ----------------- |
| Allemagne                    | 14 semaines         | 4e                  | 16 février 1998   |
| Australie                    | 18 semaines         | 1er                 | 15 février 1998   |
| Autriche                     | 13 semaines         | 4e                  | 15 février 1998   |
| Belgique (W)                 | 2 semaines          | 34e                 | 21 février 1998   |
| Belgique (V)                 | 13 semaines         | 3e                  | 21 février 1998   |
| Canada                       | 28 semaines         | 2e                  | 21 février 1998   |
| États-Unis                   | 36 semaines         | 2e                  | 21 février 1998   |
| Finlande                     | 5 semaines          | 4e                  | 16 février 1998   |
| France                       | 5 semaines          | 6e                  | 7 février 1998    |
| Italie                       | 1 semaine           | 63e                 | 15 septembre 2016 |
| Norvège                      | 8 semaines          | 1er                 | 9 février 1998    |
| Nouvelle-Zélande             | 19 semaines         | 1er                 | 15 février 1998   |
| Pays-Bas                     | 14 semaines         | 4e                  | 21 février 1998   |
| Royaume-Uni                  | 9 semaines          | 7e                  | 14 février 1998   |
| Royaume-Uni (Rock and Metal) | -                   | 1er                 | 8 février 1998    |
| Suède                        | 6 semaines          | 3e                  | 13 février 1998   |
| Suisse                       | 12 semaines         | 6e                  | 15 février 1998   |

Certifications
| Pays             | Certification | Ventes      | Date              |
| ---------------- | ------------- | ----------- | ----------------- |
| Australie        | Platine       | 70 000 +    | 1998              |
| Canada           | 2 × Platine   | 200 000 +   | 29 septembre 1998 |
| États-Unis       | Platine       | 1 000 000 + | 13 mars 1998      |
| Nouvelle-Zélande | Platine       | 15 000 +    | 1er mars 1998     |
| Pays-Bas         | Or            | 50 000 +    | 1998              |
| Pologne          | Or            | 50 000 +    | 8 juillet 1998    |
| Royaume-Uni      | Or            | 100 000 +   | 22 juillet 2013   |

### Singles
Given to Fly
| Chart                   | Durée du classement | Position | Date            |
| ----------------------- | ------------------- | -------- | --------------- |
| Hot 100                 | 16 semaines         | 21e      | 31 janvier 1998 |
| Mainstream Rock Tracks  | 23 semaines         | 1er      | 24 janvier 1998 |
| Alternative Songs       | 25 semaines         | 3e       | 17 janvier 1998 |
| UK Singles Chart        | 3 semaines          | 12e      | 31 janvier 1998 |
| Single Top 100          | 4 semaines          | 67e      | 19 janvier 1998 |
| ARIA Charts             | 7 semaines          | 13e      | 18 janvier 198  |
| RPM Top Singles         | 17 semaines         | 24e      | 31 janvier 1998 |
| Suomen virallinen lista | 3 semaines          | 5e       | 19 janvier 1998 |
| VG-lista                | 3 semaines          | 6e       | 19 janvier 1998 |
| RMNZ Singles Top40      | 7 semaines          | 12e      | 25 janvier 1998 |
| Mega Top 50             | 6 semaines          | 36e      | 24 janvier 1998 |
| Sverigetopplistan       | 4 semaines          | 29e      | 23 janvier 1998 |
| Schweizer Hitparade     | 4 semaines          | 39e      | 15 février 1998 |

Whishlist
| Chart                  | Durée du classement | Position | Date         |
| ---------------------- | ------------------- | -------- | ------------ |
| Hot 100                | 20 semaines         | 47e      | 30 mai 1998  |
| Mainstream Rock Tracks | 16 semaines         | 6e       | 27 juin 1998 |
| Alternative Songs      | 26 semaines         | 6e       | 9 mai 1998   |
| ARIA Charts            | 1 semaine           | 48e      | 17 mai 1998  |
| UK Singles Chart       | 2 semaines          | 30e      | 23 mai 1998  |

In Hiding
| Chart                  | Durée du classement | Position | Date             |
| ---------------------- | ------------------- | -------- | ---------------- |
| Mainstream Rock Tracks | 22 semaines         | 14e      | 29 août 1998     |
| Alternative Songs      | 11 semaines         | 13e      | 5 septembre 1998 |